# Mulo
Il mulo è un ibrido quasi sempre sterile a causa del suo corredo cromosomico dispari (63 cromosomi) e deriva dall'incrocio tra l'asino stallone con 31 coppie di cromosomi e la giumenta con 32 coppie di cromosomi. La sterilità di questo animale è dovuta al fatto che, avendo un corredo poliploide dispari, alla meiosi non arriva quasi mai ad appaiare i suoi cromosomi nella maniera giusta e non riesce a formare gameti "normali".
È rara, ma occasionalmente riportata, la nascita di un esemplare partorito dalla femmina del mulo, che talvolta raggiunge l'estro e conserva il feto fino a partorire un puledro derivato dall'accoppiamento con un maschio di asino o cavallo. Di contro lo sperma del mulo non è fertile e quindi la riproduzione dell'esemplare maschile del mulo non è possibile.
L'ibrido derivato dall'incrocio contrario (cavallo stallone e asina) si chiama bardotto.

## Storia
Il mulo è "il più antico e noto ibrido di mammifero". Fu per la prima volta ottenuto nell'Antichità in Medioriente (prob. in Turchia). L'uso nell'Antico Egitto è attestato al 3000 a.C.. Gli Assiri ne fecero ampio uso per il loro efficiente sistema postale imperiale nel I millennio a.C. (contestualmente alla loro presenza nella Bibbia alla cerimonia d'incoronazione di Davide) ed Omero li cita diffusamente nell'Iliade. I primi muli nelle Americhe vennero condotti da Cristoforo Colombo e tre secoli dopo il primo presidente degli Stati Uniti d'America, George Washington sarebbe divenuto noto come il "Padre del Mulo Americano" per la sua appassionata selezione dell'ibrido nella tenuta di Mount Vernon.

## Distribuzione ehabitat
Fino a pochi decenni fa il mulo era assai diffuso sia nel Mediterraneo sia in Africa, Asia, Palestina e nelle Americhe.
I muli francesi godevano un tempo di grande fama. Le quattro zone tipiche di produzione di muli in Francia sono:
- Poitou, da dove provengono muli di grossa taglia, assai pesanti e muscolosi;
- Cévennes (Massiccio Centrale), da cui provengono muli medio-grandi adatti per la soma e per la montagna;
- i Pirenei, dove viene impiegato l'asino catalano per la produzione;
- il Delfinato, dove vengono prodotti muli di buona taglia, di conformazione raccolta, robusti e molto vigorosi.

Fino agli anni quaranta era fiorentissima la produzione mulina anche in Puglia: incrociando cavalle murgesi con asini di Martina Franca si ottenevano i famosi muli martinesi, ideali per l'artiglieria e la fanteria alpina.

## Descrizione

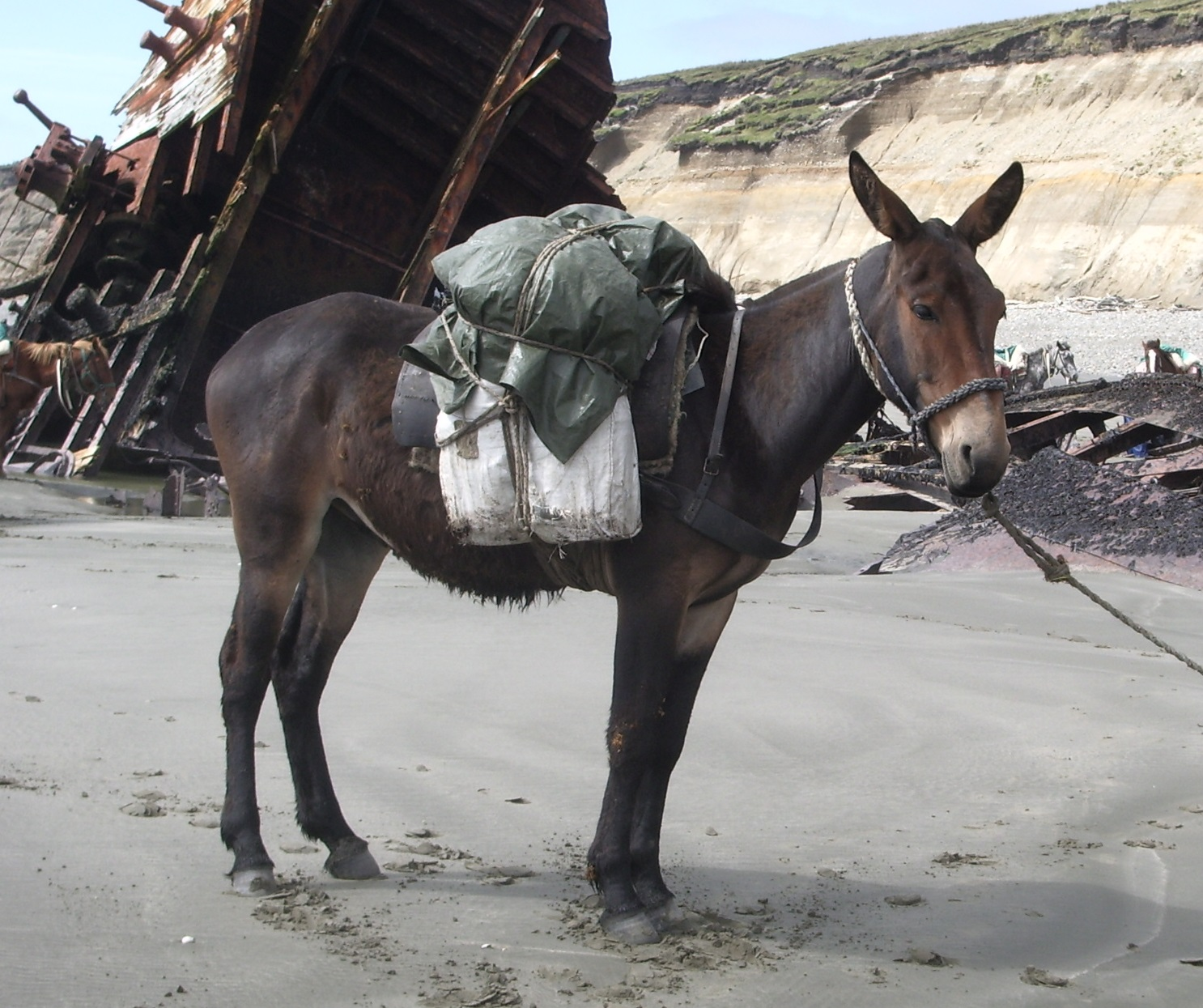
Mulo nella Terra del Fuoco, in Argentina

Alpino e mulo in Albania

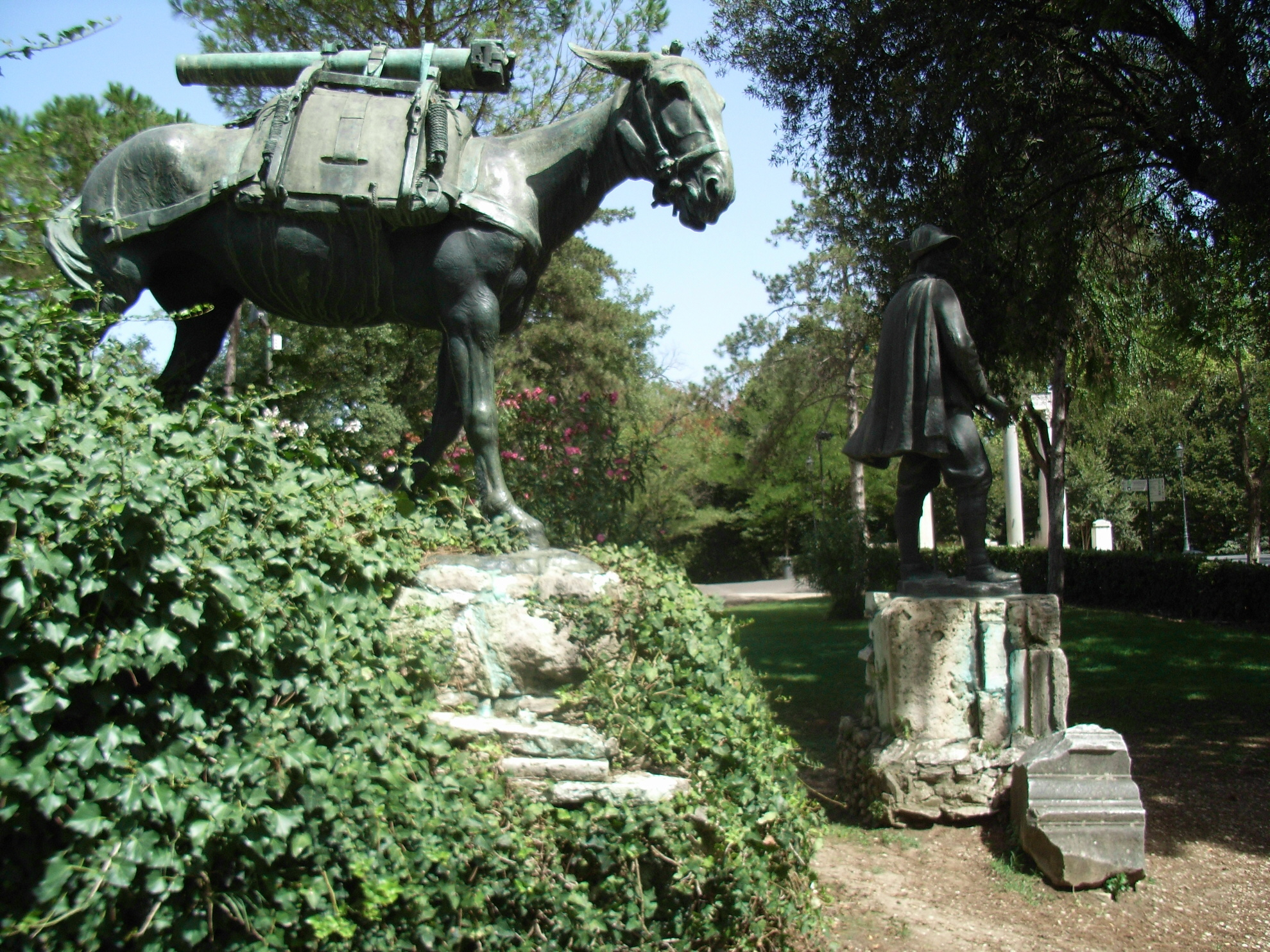
Roma, Villa Borghese, monumento all'"umile eroe" degli alpini

Le ragioni della sua diffusione erano costituzione assai forte e robusta, rusticità, resistenza alle malattie, adattabilità ad ambienti sfavorevoli e sobrietà. Infatti, il mulo trae vantaggio da una regola genetica chiamata "vigore dell'ibrido" o eterosi. 
Nasce grazie all'intervento dell'uomo, a cui in passato serviva la rusticità dell'asino e la forza del cavallo. In particolare, il mulo, data la conformazione delle scapole, come quelle dell'asino, può trasportare grandi pesi direttamente sulla groppa. Questa caratteristica ne ha permesso l'uso da soma, specialmente in montagna. I muli sono considerati più intelligenti e riflessivi dei cavalli. Il verso del mulo è un raglio analogo a quello degli asini (a differenza del bardotto, che invece nitrisce come i cavalli).
L'aspetto esteriore varia a seconda delle razze asinine e cavalline tra loro incrociate; a grandi linee, tuttavia, si può dire che il mulo rispetto all'asino ha dimensioni maggiori, mentre rispetto al cavallo ha testa e zampe in proporzione più grandi e massicce, mentre le orecchie sono più allungate. Le orbite oculari sono tipicamente asinine, ovvero di colore chiaro.
L'incollatura è corta, la criniera piuttosto scarsa e il ciuffo del tutto assente. Il mantello è spesso uguale a quello della madre (cavalla). In media un mulo vive fino ai 35/40 anni.
I muli nell'esercito venivano suddivisi in classi differenziate a seconda delle caratteristiche dei soggetti: altezza al garrese, forza fisica, resistenza;
- I muli di prima classe erano i più grandi e robusti e venivano utilizzati dall'artiglieria per il trasporto di armi e munizioni, in particolare per il trasporto del mortaio da 120, che si compone di 3 pezzi: piastra, affusto e bocca da fuoco. Questo mortaio necessitava di almeno tre alpini per essere trasportato "manualmente".
- Quelli di seconda e terza classe erano, invece, più piccoli e meno resistenti e venivano usati dalla fanteria alpina per il trasporto di tende, munizioni e approvvigionamenti; in casi estremi, il mulo diventava esso stesso una fonte di cibo.

## Riproduzione
I muli maschi sono sempre sterili. Tuttavia la sterilità non impedisce ai maschi di avere degli istinti di accoppiamento; perciò il puledro mulo viene castrato dopo il compimento dell'anno e mezzo.
Le femmine, invece, possono essere occasionalmente fertili se accoppiate con cavalli o asini. Dal 1527 sono stati documentati oltre 60 casi di mule che hanno concepito e partorito soggetti vivi e vitali. 
Più spesso i muli generati per incrocio tra un asino (Equus asinus) con una giumenta (Equus caballus) sono sterili. Dopo circa cinque secoli, la società mulatiera britannica ha registrato solamente 60 nascite naturali di questi ibridi; a livello globale anche se si tratta un accadimento raro, capita regolarmente, ed ancora oggigiorno, anche in Italia si registrano alcuni rari casi. È il numero dispari dei loro cromosomi (63) che presenta una maggior difficoltà nella riproduzione naturale frenando la divisione cellulare. Lo stadio di meiosi si produce in effetti normalmente per coppie. Nei cavalli i cromosomi sono in numero di 64, negli asini 62.. 

In via sperimentale, sono stati effettuati alcuni trasferimenti di embrioni di cavallo in mule. Le gravidanze non hanno riportato particolari problemi e le mule si sono dimostrate ottime madri.

## Utilizzo
Con la riforma del Corpo degli Alpini, gli ultimi muli sono stati venduti all'asta nel 1993. Ormai è scarso l'utilizzo in montagna per esigenze agricole e silvestri. Alcuni esemplari sono usati in ippoterapia e, a tale scopo, si cerca di rivalutare i muli con progetti ad hoc.

### L'ultimo mulo delle salmerie alpine
L'ultimo dei muli utilizzati dal Corpo degli Alpini, di nome Iroso, è morto per cause naturali il 29 aprile 2019, all'età di 40 anni. Il mulo era stato in forza al 7º Reggimento alpini. Nel 1993 era stato acquistato all'asta da un ex alpino che da allora lo aveva accudito. L'ultima apparizione pubblica registrata fu quella per i festeggiamenti del suo quarantesimo compleanno. che si svolsero ad Anzano, frazione di Cappella Maggiore (TV), il 13 gennaio 2019.

## Nella cultura di massa
Parlando di muli in campo cinematografico, vengono subito in mente i sette film americani degli anni '50 che hanno come protagonista Francis, il mulo parlante.
 
Durante la conquista del West, i pionieri utilizzavano sia i muli che i cavalli, ma nei film western il protagonista arriva quasi sempre su un cavallo.

Sono comunque da citare i seguenti film:
- Balla coi lupi (1990), dove l'ufficiale deve raggiungere un avamposto di frontiera seguendo un "doppio-carro rifornimenti" trainato da ben sei muli
- Geronimo (1993), in cui il generale Crook (interpretato da Gene Hackman) guida la carica dei suoi uomini cavalcando un mulo
- Per un pugno di dollari (1964), nel quale il pistolero solitario entra in paese cavalcando un mulo, fatto che genera l'ilarità di alcuni bulli; da qui poi, la situazione degenera in sparatoria

Il mulo compare al fianco degli alpini nei film sulla prima guerra mondiale.
Uno tra questi, è Addio alle armi. Anche se, all'epoca, fu un fiasco commerciale, l'evento bellico di sfondo è molto ben rappresentato: vedi la colonna interminabile di alpini e muli someggiati che si recano al fronte.